# 2019年臺北電影獎
2019年臺北電影獎，是2019年臺灣電影業界的年度盛事之一，表揚年度傑出臺灣電影作品與電影工作者。

## 評審團

### 初選評審
- 劇情長片：
  - 張哲鳴
  - 許肇任
  - 傅天余
  - 黃銘正
  - 葉育萍
- 紀錄片：
  - 周東彥
  - 李家驊
  - 黃惠偵
  - 黃嘉俊
  - 薛常慧
- 短片：
  - 張三玲
  - 陳鈺杰
  - 曾英庭
- 動畫片：
  - 張晏榕
  - 馬匡霈
  - 楊詠亘

### 複選評審
- 王佳惠：服裝造型師。
- 赤塚佳仁（日语：赤塚佳仁）：電影藝術總監。
- 張榕容：女演員。
- 許志遠：音樂工作者。
- 陳芯宜：導演兼編劇。
- 陳慧：作家。
- 雷震卿：剪輯師。

### 決選評審
- 李烈：監製、本屆評審團主席。
- 張律：導演。
- 柴智屏：影視製作人。
- 塗翔文：前台北電影節策展人、影評人。
- 林書宇：編導。
- 高思雅：香港電影節前總監。

備註：得獎名單由複選與決選評審共同決定。

## 入圍暨得獎名單
2019年5月17日公布入圍作品。下列之標記為該獎項之得獎者。
| 百萬首獎 | 百萬首獎 |
| --- | --- |
| - 《去年火車經過的時候》／黃邦銓、Le Fresnoy - 《老大人》 - 《你的臉》／汯呄霖電影有限公司、財團法人公共電視文化事業基金會 - 《當 一個人》／旋轉犀牛原創設計工作室          | |
| 最佳劇情長片 | 最佳紀錄片 |
| - 《老大人》 - 《3天2夜》 - 《切小金家的旅館》 - 《幸福城市》 - 《寒單》 | - 《你的臉》／汯呄霖電影有限公司、財團法人公共電視文化事業基金會 - 《未來無恙》／大照國際影像有限公司 - 《前進》／財團法人公共電視文化事業基金會 - 《還有一些樹》／蜂鳥影像有限公司 - 《覆巢》／鄭慧玲 |
| 最佳動畫片 | 最佳短片 |
| - 《當 一個人》／旋轉犀牛原創設計工作室 - 《可愛》／鍾承旭 - 《金魚》／零壹影像有限公司 - 《黃苦瓜》／黃榮俊 - 《隱匿的方寸空間》／黃志聰                                   | - 《去年火車經過的時候》／黃邦銓、Le Fresnoy - 《冬日陽光》／法國國立高等影像暨聲音職業學校 - 《老人與狗》／陳瀚恩、鮮浪潮電影節有限公司 - 《春分兄弟》／王傢軍 - 《肇事者逃逸》／鏡文學股份有限公司   |
| 最佳男主角 | 最佳女主角 |
| - 小戽斗／《老大人》 - 李鴻其／《幸福城市》 - 車保羅／《老人與狗》 - 喜翔／《蚵豐村》 - 鄭人碩／《寒單》                                                                    | - 李亦捷／《野雀之詩》 - 劉引商／《帶媽媽出去玩》 - 徐若瑄／《人面魚：紅衣小女孩外傳》 - 郭書瑤／《傻傻愛你，傻傻愛我》 - 黃采儀／《情色小說》                                                         |
| 最佳男配角 | 最佳女配角 |
| - 林鶴軒／《切小金家的旅館》 - 李銘忠／《狂徒》 - 高捷／《幸福城市》 - 喜翔／《老大人》 - 游安順／《野雀之詩》                                                              | - 黃嘉千／《老大人》 - 丁寧／《幸福城市》 - 黃瀞怡／《寒單》 - 陳淑芳／《野雀之詩》 - 陸弈靜／《寒單》                                                                                                 |
| 最佳導演 | 最佳新演員 |
| - 蔡明亮／《你的臉》 - 何蔚庭／《幸福城市》 - 林冠慧／《切小金家的旅館》 - 洪伯豪／《老大人》 - 黃朝亮／《寒單》                                                            | - 蔡嘉茵／《大餓》 - 王可元／《情色小說》 - 李夢苡樺／《3天2夜》 - 林鶴軒／《切小金家的旅館》 - 謝章穎／《幸福城市》                                                                                   |
| 最佳編劇 | 最佳配樂 |
| - 林浩溥／《3天2夜》 - 林彣政／《老大人》 - 林冠慧／《切小金家的旅館》 - 徐譽庭、吳俊佑、李婉榕／《傻傻愛你，傻傻愛我》 - 黃朝亮、黃淑筠／《寒單》                          | - 坂本龍一／《你的臉》 - 王榆鈞／《野雀之詩》 - 林強／《去年火車經過的時候》 - 陳建騏、羅恩妮／《比悲傷更悲傷的故事》 - 澎葉生／《還有一些樹》                                                         |
| 最佳攝影 | 最佳剪輯 |
| - 周以文／《老大人》 - Jean Louis VIALARD(AFC)、孫紀明／《幸福城市》 - 王兆仲、Ian RYMSHA／《寒單》 - 陳克勤、陳志軒／《狂徒》 - 關本良、鄭智仁／《比悲傷更悲傷的故事》     | - 解孟儒／《人面魚：紅衣小女孩外傳》 - 張鍾元／《你的臉》 - 陳曉東／《老大人》 - 鄭慧玲／《覆巢》 - 鄺志良／《切小金家的旅館》                                                                         |
| 最佳美術設計 | 最佳造型設計 |
| - 黃勻弦／《當 一個人》 - 李天爵、廖文鈴／《老大人》 - 郭布／《切小金家的旅館》 - 廖晏舟、廖建安／《幸福城市》 - 霍達華／《寒單》                                           | - 陳漪／《切小金家的旅館》 - 王郁文／《大餓》 - 李雨凡／《老大人》 - 杜汪穎／《紐約深夜之亞洲人之秘密生活》 - 高佳霖、萬芷蓉／《寒單》                                                                 |
| 最佳聲音設計 | 最佳視覺效果 |
| - 杜篤之、江宜真／《幸福城市》 - 杜篤之、江宜真、許正一／《寒單》 - 陳金煒、Carlos RODRIGUEZ／《當 一個人》 - 黃年永／《還有一些樹》 - 蔡瀚陞、好多聲音、鍾勝鈞／《老大人》 | - 夢想動畫／《狂徒》 - 李昭樺、葉仁豪／《人面魚：紅衣小女孩外傳》 - 郭家宥、何彥儀、楊喻憲、黃翰麒／《寒單》 - 黃邦銓／《去年火車經過的時候》 - 嚴振欽／《切小金家的旅館》                             |

### 榮譽獎項
- 最佳藝術貢獻
  - 動作設計：洪昰顥／《狂徒》
  - 特效化妝：蕭百宸、劉顯嘉／《人面魚：紅衣小女孩外傳》
- 楊士琪卓越貢獻獎：陳俊志

### 獨立獎項
會外賽
- 尚映電影製作保險短片獎：《肇事者逃逸》

- 台灣電影行銷獎
  - 最佳海報獎：《人面魚：紅衣小女孩外傳》
  - 最佳預告片獎：《誰先愛上他的》
  - 最佳電影行銷獎：《誰先愛上他的》

非正式競賽獎
- - 媒體推薦獎：《未來無恙》
  - 觀眾票選獎：《前進》

## 外部連結
- 台北電影節官網（页面存档备份，存于）（中文）（简体中文）（英文）
- 台北電影節 Taipei Film Festival的Facebook專頁
- 2019年臺北電影獎的Instagram帳戶
- YouTube上的2019年臺北電影獎頻道